# Krzysztof Dziwny Gojtowski
Krzysztof Dziwny Gojtowski (ur. 1985 w Gdyni) – polski aktor i reżyser teatralny. Założyciel i prezes Teatru Korkoro.

## Życiorys
Absolwent Akademii Praktyk Teatralnych Gardzienice.
Od lat związany z Teatrem Gardzienice, a także z Gdańskim Teatrem Szekspirowskim.
Reżyserował  największą w skali Europy paradę „Szekspir400” podczas obchodów 400-lecia śmierci Williama Shakespeare oraz  spektakl dedykowany wizycie księcia Wilhelma (książę Cambridge) w Gdańsku.
W 2014 założył Stowarzyszenie Teatralno-Edukacyjne „Korkoro”, z którym zdobył Grand Prix oraz Nagrodę Jurora Honorowego podczas 18. Ogólnopolskiego Konkursu Interpretacji Dzieł Stanisława Ignacego Witkiewicza „Witkacy pod strzechy” w Słupsku. Twórca autorskiej metody treningu aktorskiego.
Nominowany do nagrody osobowości roku 2018 w kategorii kultura.

## Ważniejsze realizacje teatralne
- 2005: Sytuacje rodzinne, na podst. sztuki Biljany Srbljanović[6]  – Teatr Wybrzeżak, aktor
- 2006: Romeo i Julia, w reż. Marzeny Nieczuji Urbańskiej – Teatr Wybrzeżak, aktor
- 2006: Abalecadło – Opera Bałtycka w Gdańsku, aktor
- 2009: Metamorfozy albo Złoty Osioł według Apulejusza – Teatr Gardzienice, aktor/statysta
- 2011: Ifigenia w A... według „Ifigenii w Aulidzie” Eurypidesa – Teatr Gardzienice, aktor/statysta
- 2012-2014: Cellebration of Live[7] – Stella Polaris, Norwegia, aktor
- 2012-2014: Donkey Mass[8] – Stella Polaris, Norwegia, aktor
- 2012-2014: The Dream of the Shaman[9] – Stella Polaris, Norwegia, aktor
- 2014: From Poland With Love[10] – Teatr Korkoro, reżyseria
- 2014: Chorzy na miłość[11] – 6 Gdański Festiwal Tańca, aktor
- 2014: Puste Noce[12] – Laboratorium Pieśni, aktor
- 2015: Gałązka z Drzewa Słońca[13] – Trójmiejska Korporacja Tańca, aktor
- 2015: Hipergenitalia w Kolorze Rakowym Witkacego – Teatr Korkoro, Gran Prix na 18. Ogólnopolskiego Konkursu Interpretacji Dzieł Stanisława Ignacego Witkiewicza „Witkacy pod strzechy”[4], reżyseria
- 2016: Parada Szekspir 400 – Gdański Teatr Szekspirowski, reżyseria
- 2017: I dodam jeszcze, że Cię kocham[14] – Filharmonia Kaszubska, aktor
- 2018: Spektakl podczas przywitania brytyjskiej pary książęcej w Gdańsku – Gdański Teatr Szekspirowski, reżyseria
- 2018: Wesele. Wyspiański – Malczewski – Konieczny[15] – Teatr Gardzienice, adaptacja warstwy multimedialnej do spektaklu
- 2019: Wyzwolenie[16] – Teatr Gardzienice, adaptacja warstwy multimedialnej do spektaklu